# PTL02
PTL02 — колісна штурмова гармата, створена на базі колісної броньованої машини ZSL92, в яку інтегрована великокаліберна гармати, включаючи 100 мм гармату Type 86 від буксирної протитанкової гармати і Type 88 — від основного бойового танка (ОБТ). Машина призначена для ураження бронетанкової техніки, бункерів, укріплень та інших стаціонарних або рухомих об'єктів. Артилерійська система була направлена на випробування разом з бойовою машиною піхоти (БМП) ZSL92 і бронетранспортером (БТР) ZSL92A у колісні мотострілецькі підрозділи швидкого реагування НВАК.
На експорт поставляється під позначенням WMA301 Assaulter.

## Історія створення
У середині 1980-х NORINCO як експеримент встановлювала на свій колісний бронетранспортер WZ551 100 мм гладкоствольну гармату Type 86 в результаті чого вийшло економічно ефективна самохідна артилерійська система, яка може бути розгорнута разом з іншими колісними бойовими броньованими машинами. Пізніше в обмеженій кількості були випущені штурмові гармати Type 87. Спираючись на свій досвід, модифікований варіант цієї машини під ім'ям PTL02 (також відомий як Type 02) був створений у 2002—2003 році. Серійне виробництво системи можливо почалося в 2004—2005 році.
Type 87 і PTL02 були створені на основі існуючих технологій, тим самим були максимально знижені витрати на розробку і спрощено матеріально-технічне постачання в армії. Шасі системи майже ідентично броньованій машині ZSL92, причому більша частина їх вузлів взаємозамінні. 100 мм гладкоствольна гармата стріляє бронебійно-підкаліберними снарядами (APFSDS) з вольфрамовим ядром, які також використовуються в протитанкових гарматах Type 86. Система управління вогнем і спостереження для тримісної башти була розроблена на основі СУО танка Type 88.
У порівнянні зі звичайною повністю гусеничною бойовою технікою, PTL02 може бути розгорнута швидко, шляхом перекидання автомобільними дорогами. З бойовою вагою 19 тонн машина також може бути перевезена середнім транспортним літаком. Китайський Y-8 може нести дві таких машини, а Іл-76МД — три.
100 мм протитанкова гладкоствольна гармата призначена для ураження легкобронированной техніки і укріплень, але не в змозі знищити добре захищені і озброєні танки.
PTL02 можна знайти в артилерійських полках до піхотної механізованої дивізії. Кожен артилерійський полк підпорядкований протитанкового батальйону, який може розгорнути 18 штурмових гармат.

## Конструкція
PTL02 базується на колісному шасі 6X6, з переднім розташуванням відділення водія, моторно-трансмісійних відділенням посередині, і баштою/бойовим відділенням — позаду. Система має екіпаж з п'яти чоловік. Броня захищає від 12,7 мм боєприпасів з усіх боків. Члени екіпажу перебувають під захистом колективного захисту від зброї масового ураження та автоматичної системи пожежогасіння.
Привід машини здійснюється від 4-тактного, 8-циліндрового дизельного двигуна німецької розробки BF8L413F з турбонаддувом, з повітряним охолодженням, зі стандартною потужністю 235 кВт (320 к.с.) при 2500 об/хв. З ним агрегатується механічна коробка передач, з 9 передніми передачами і 1 — заднього ходу. Підсилювач керма, незалежна підвіска, і центральна система підкачки шин встановлені як стандартне обладнання. На відміну від ZSL92, PTL02 не має двох задніх водометів, так що машина не є амфібійною.

## Озброєння
Основною зброєю є 100 мм гладкоствольна гармата високого тиску з низьким рівнем віддачі, розроблена на базі буксованої 100 мм протитанкової гармати Type 86, яка може стріляти бронебійними снарядами (APFSDS) з вольфрамовим ядром, а також фугасними і кумулятивними снарядами. Боєкомплект становить 30 пострілів. Точність вогню досягається за рахунок системи управління вогнем з ІЧ прицілом нічного бачення і лазерним далекоміром.
Допоміжні види озброєння — один 12,7 мм зенітний кулемет, встановлений на командирської башточці, з максимальною дальністю вогню 2000 м і 480 боєприпасами, а також 7,62 мм спарений кулемет з 800 пострілами. Чотири гранатомета для димових гранат кріпляться на кожній стороні башти.

## Варіанти
WMA301 — є експортним варіантом. Його можна впізнати за клиноподібною формою башти. Машина має на озброєнні 105 мм гармату, яка є сумісною з усіма боєприпасами стандарту  НАТО. Ці винищувачі стоять на озброєнні у Камеруні, Чаді, Джибуті, М'янмі, Сенегалі і можливо інших країнах. Машина брала участь у різних військових конфліктах.